# Tour Oxygène
La Tour Oxygène (en español, Torre Oxygene) es un rascacielos de oficinas situado en el distrito financiero de la Part-Dieu de Lyon en Francia y construido entre 2007 y 2010. Es el tercer rascacielos más alto de la ciudad. Su inauguración tuvo lugar el 2 de junio de 2010.